# Corno Bianco (Alpi Pennine)
Il Corno Bianco (Weisshorn in tedesco, Tête Blanche in francese; Olterhoure in walser) è una montagna delle Alpi Pennine alta 3.320 m, situata in Piemonte tra le valli d'Otro e di Vogna, valli laterali dell'alta Valsesia, a breve distanza dalla valdostana valle del Lys.

## Descrizione

### Morfologia e posizione geografica
Si tratta di una montagna dalle forme complesse, la più alta sulla costiera che si origina dal Monte Rosa e che divide la valle del Lys (Valle d'Aosta) dalla Valsesia (Piemonte).
La cima principale (3320 m) è situata 530 metri a est della cresta di confine ed è perciò completamente in territorio valsesiano. Anche molte delle altre cime che compongono l'articolata orografia della montagna si trovano in territorio valsesiano: il Corno di Puio (3030 m), la Punta delle Pisse (3020 m), la Punta delle Pile (2814 m), il Cornello Tailli (2708 m). Alla linea di confine appartengono invece la Punta di Nétschò (3280 m), la Punta di Tschampono (3233 m) e la Punta dell'Uomo Storto (3014 m).
Sulla cima della montagna, evidenziato da un pilastrino metallico a sezione triangolare, è collocato il punto geodetico della rete primaria IGM denominato 029902 Corno Bianco.

### Ghiacciai e nevai
Il Corno Bianco ha anche alcuni modesti ghiacciai di circo: il più esteso è il ghiacciaio d'Otro, situato sul versante valsesiano (nord-est), che prende il nome dalla valle su cui affaccia (Val d'Otro). Altri due, in fase di forte regresso, si trovano sulle ripide pendici a nord-ovest della montagna, verso Gressoney: il ghiacciaio di Nétschò e il quasi completamente estinto ghiacciaio dei Pastori. A est nell'imbuto che scende verso i laghi Tailly in Val d'Otro rimangono i resti del piccolo nevaio di Puio.

### Laghi
Sulle pendici del Corno Bianco si trovano alcuni piccoli bacini lacustri alpini. I laghi Tailly, in Val d'Otro; i laghi Bianco, Nero e Verde, in Val Vogna; i laghetti di Nétschò, nella Valle del Lys.

## Ascensioni
La montagna è rocciosa su tutti i versanti; quello rivolto a nord, in particolare, precipita con una ripida parete alta 600 metri e larga quasi 1000 metri, incombente sui pascoli di Otro.
La prima salita della montagna sembra spettare al Capitano Albert nel 1831, anche se non è chiaro quale via abbia seguito. La prima ascensione per la parete nord compiuta il 29 agosto 1931 è invece opera di Herron, Pietrasanta e la guida alpina Giuseppe Chiara (via Chiara). Sempre sulla parete Nord, ma lungo un itinerario molto più difficile, la via aperta tra il 28 e 29 luglio del 1941 da Momo, Pivano e Pofi lungo il Pilastro Nord.
Nel 1962, Bertone e Saettone aprirono la diretta della parete nord, con difficoltà di V+; Silvio Mondinelli e Roldano Sperandio ne hanno poi effettuato il 7 febbraio 1982 la prima invernale. La via normale è un itinerario di tipo alpinistico, con grado di difficoltà valutato in F. Il percorso può essere effettuato in due giorni appoggiandosi al rifugio Carestia.
Altre vie di livello alpinistico si sviluppano:
- dal vallone del Forno (F)
- dalla cresta nord (AD)
- dalla parete nord (da D a TD)

## Rifugi e bivacchi
- Bivacco Luigi Ravelli
- Rifugio abate Antonio Carestia
- Bivacco Carlo Gastaldi

## Giro del Corno Bianco
Esiste un tracciato, l'Alta Via Tullio Vidoni, normalmente percorribile in tre tappe, che costituisce un percorso escursionistico ad anello intorno al Corno Bianco.

## Galleria d'immagini

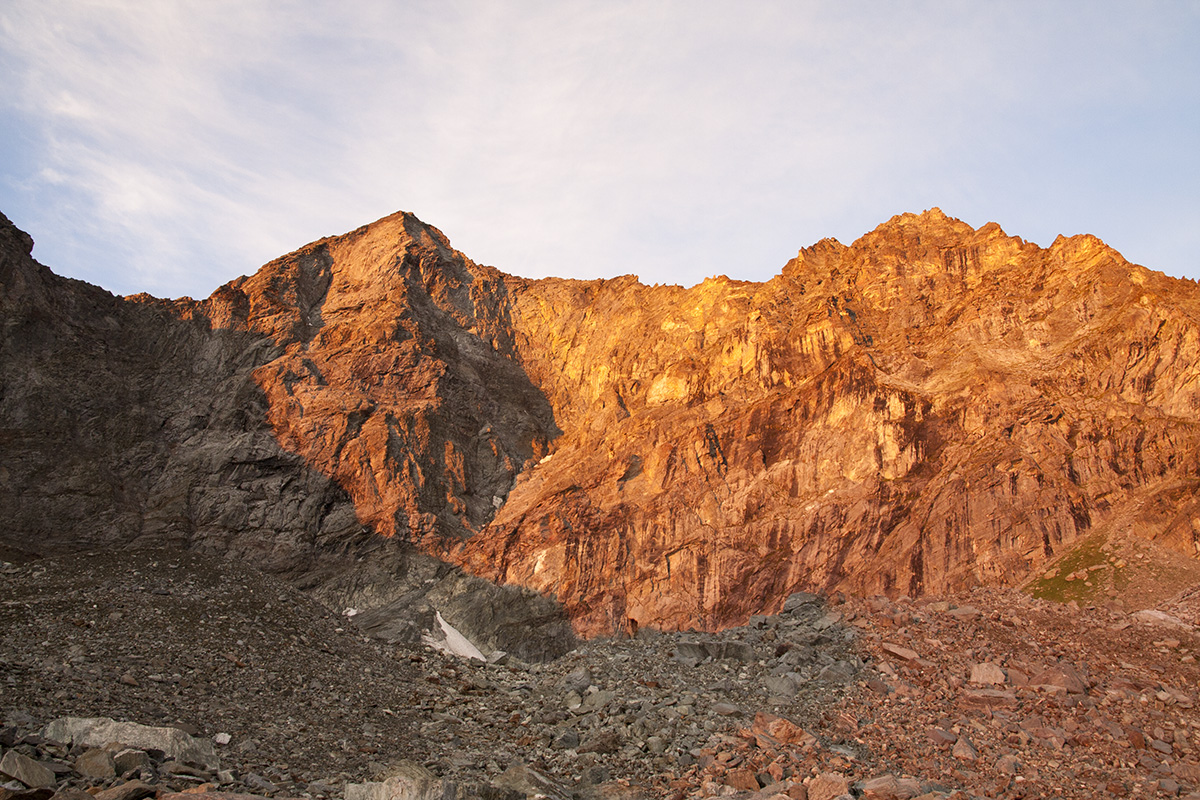
Cresta Nord al Corno Bianco dal Ghiacciaio d'Otro
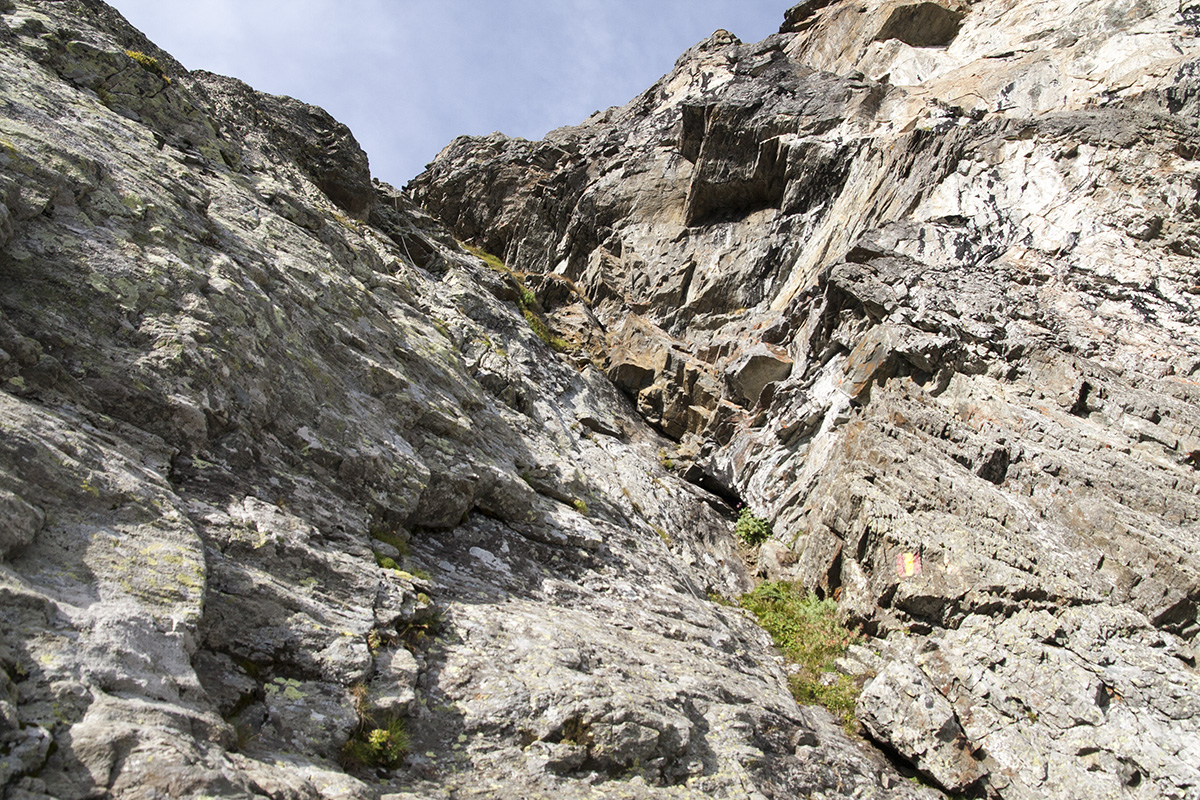
Passo della Pioda al Corno Bianco (via normale da Alagna per i Laghi Tailly)
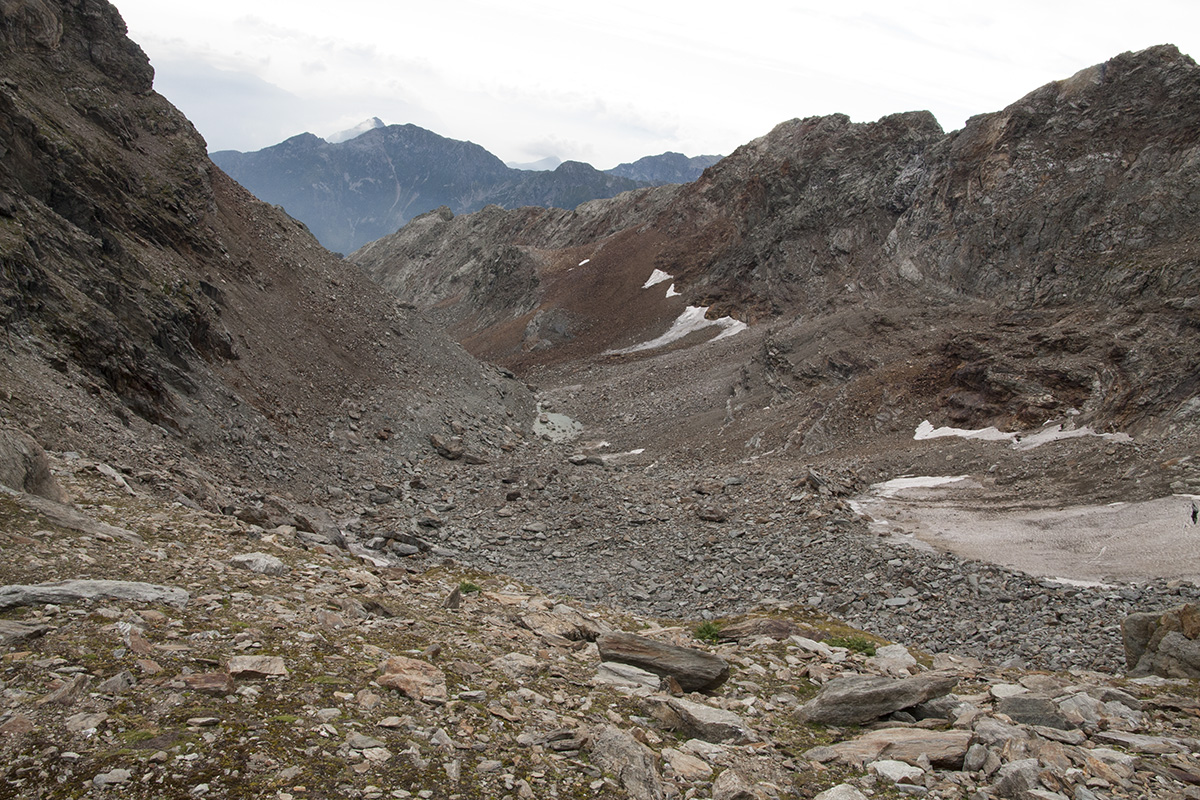
Vallone di Puio (via normale al Corno Bianco da Alagna)
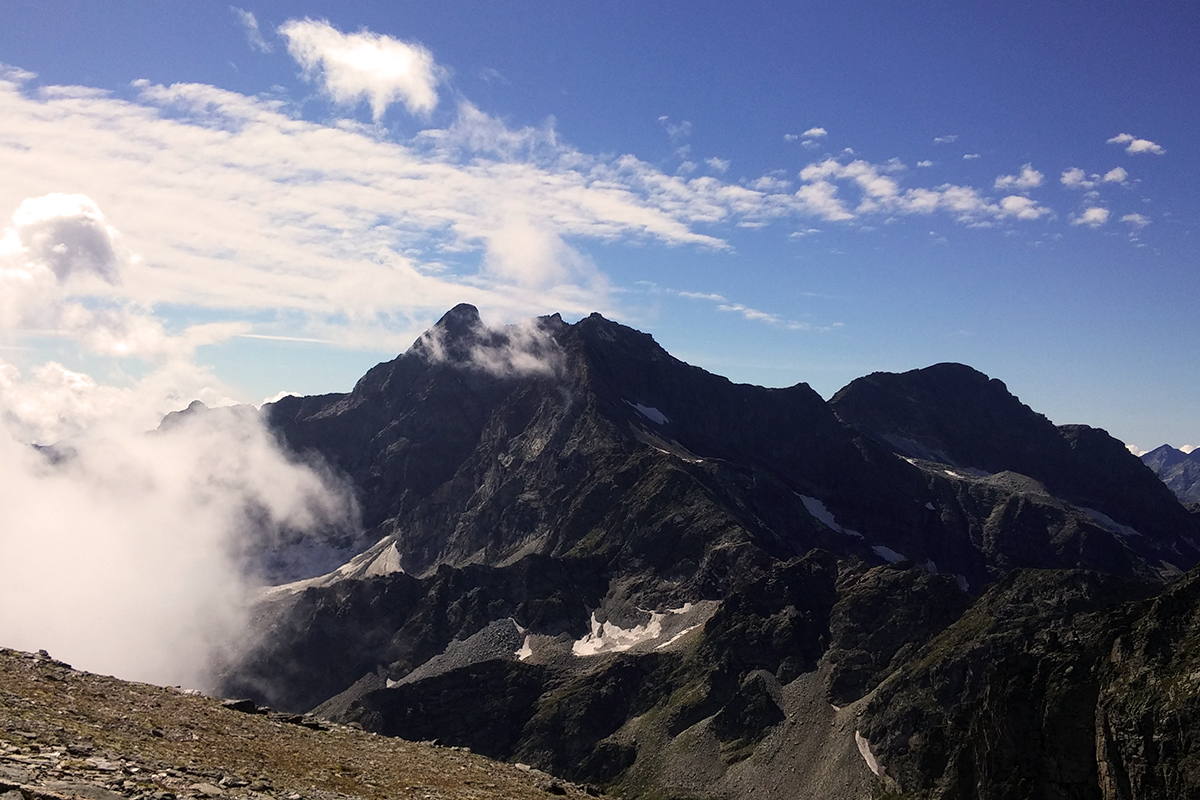
Il Corno Bianco dall'anticima della Punta Straling